# Herman de Coninck
Herman August Paul De Coninck (Mechelen, 21 februari 1944 – Lissabon, 22 mei 1997), beter bekend onder de schrijversnaam Herman de Coninck, was een Vlaams dichter, essayist, journalist en tijdschriftuitgever. Herman de Coninck staat bekend als “de man die zijn volk poëzie leerde lezen”, in navolging van de 19e-eeuwse schrijver Hendrik Conscience, die "zijn volk leerde lezen". De schrijversnaam is meestal met een kleine d gespeld.

## Biografie

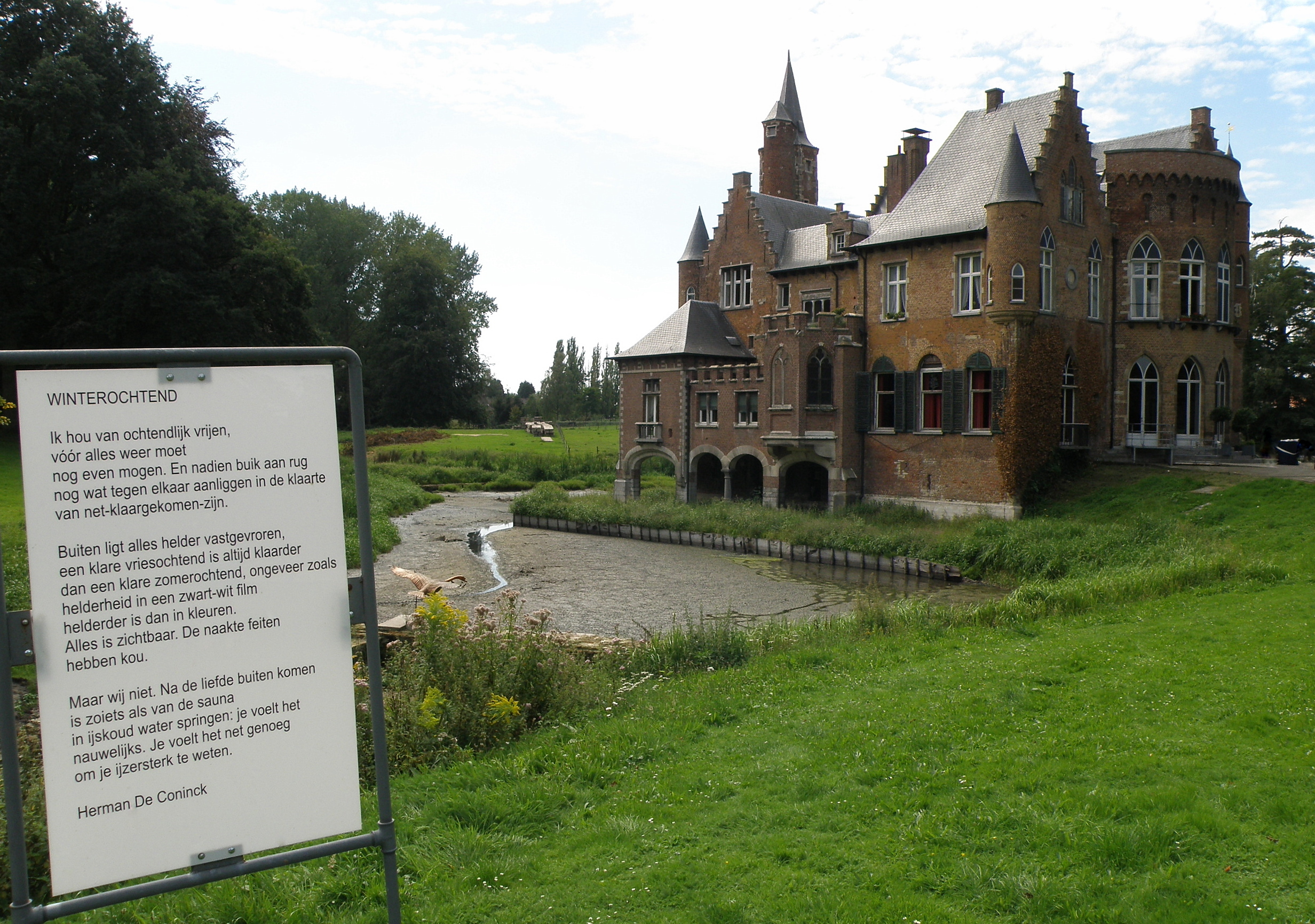
Bord met gedicht van Herman de Coninck bij het kasteel Wissekerke te Bazel.

De Coninck werd in 1944 geboren te Mechelen. Zijn ouders hadden er een katholieke boekhandel, wat hem (en zijn zus) in staat stelde al op jonge leeftijd van de wereldliteratuur te lezen. Hij doorliep de humaniora aan het Sint-Romboutscollege in zijn geboortestad en schreef toen al voor het schoolkrantje. Hij was al op vijftienjarige leeftijd vastberaden om schrijver te worden. Daarom studeerde hij Germaanse filologie aan de Katholieke Universiteit Leuven waar hij meewerkte aan het studentenblad Universitas. In 1966 werd hij licentiaat in de Letteren. Hij woonde daarna vijf jaar in Heverlee. Uiteindelijk vestigde hij zich in de wijk Zurenborg te Berchem bij Antwerpen.
Van 1966 tot 1970 was de Coninck actief als leraar; deze periode werd echter onderbroken door zijn legerdienst in 1967. In 1970 nog werd hij redacteur bij het Vlaamse weekblad Humo, waar hij tevens, samen met Piet Piryns, interviews maakte. Later werden deze interviews verzameld in Woe is woe in de Nedderlens.
De Coninck was dertien jaar lang redacteur bij Humo. De eerste, echt diepgaande, sportinterviews staan op zijn naam. Toen hij in 1983 het interviewen beëindigde, ging hij werken voor het Nieuw Wereldtijdschrift (NWT). Als hoofdredacteur maakte hij van het NWT het eerste blad in Vlaanderen dat een kruising was van literatuur en journalistiek. Hoewel het idee aansloeg, had de Coninck niet de nodige kennis, voornamelijk op economisch vlak, om het tot een goed eind te brengen.
In 1997 bezweek de Coninck aan een hartstilstand onderweg naar een congres in Lissabon in het bijzijn van enkele andere dichters (onder anderen Anna Enquist en Hugo Claus). Op het trottoir waar de Coninck overleed is een tegel geplaatst met zijn naam, geboorte- en sterfdatum.
Toen de Coninck eenentwintig jaar oud was verloor hij zijn vader. Zijn eerste echtgenote, An Somers, overleed bij een auto-ongeval. Hij scheidde van zijn tweede vrouw, Lieve Coppens. Hij vond troost bij de derde vrouw in zijn leven, de schrijfster Kristien Hemmerechts. Hij won nooit de Staatsprijs voor Literatuur. Niettemin had hij jarenlang een grote machtspositie in het Vlaamse literaire veld.

## Evolutie van zijn werk
Met zijn eerste dichtbundel De Lenige Liefde (1969) maakt hij poëzie toegankelijk voor iedereen. De Coninck 'herwaardeert' hierin de gewone taal en dus ook het gewone leven. Dit maakte hem tot de vader van het nieuw realisme, een stroming in de poëzie als reactie op de experimentelen. Ook zijn schatplichtigheid aan de Tirade-dichters is overduidelijk. Het werd de meestverkochte Heverlese dichtbundel van de 20e eeuw en kreeg een aantal prijzen, de Yang-prijs (1969) en de Prijs van de Provincie Antwerpen (1971). In een van de gedichten van deze bundel beschrijft hij vurig hoe hij eerder dat jaar zijn zoon, Tomas, verwekte.
Met het overlijden van zijn eerste vrouw brak een moeilijke periode in de Conincks leven aan. Een periode die voor hem weer een oefening was in verliezen. Zijn volgende dichtbundel, Zolang er sneeuw ligt (1975), werd hier sterk door beïnvloed. Hij verbergt zijn emoties door te spelen met de taal. Dit is duidelijk te zien in het gedicht dat hem het meest dierbaar is, omdat het zo persoonlijk is: Verjaardagsvers. De bundel werd bekroond met de Dirk Martensprijs van de Stad Aalst (1976) en de Prijs van de Vlaamse Provinciën (1978).
In de bundel Met een klank van hobo (1980) legt hij uit wat poëzie en liefde voor hem betekenen. Later schreef de Coninck nog De hectaren van het geheugen (1985). In deze twee bundels neigt hij steeds meer naar het romantische.
De Coninck was ook een uitbundig brievenschrijver. Hij bewaarde al de brieven die hij ontving en maakte een kopie van de brieven die hij schreef. Alles bijeen liet hij na zijn dood circa 15.000 brieven na. Zo ontstond een unieke collectie brieven, kattebelletjes e.d., waaruit Annick Schreuder een selectie maakte en samengebracht uitgaf in Een aangename postumiteit (2004).

## Nagedachtenis

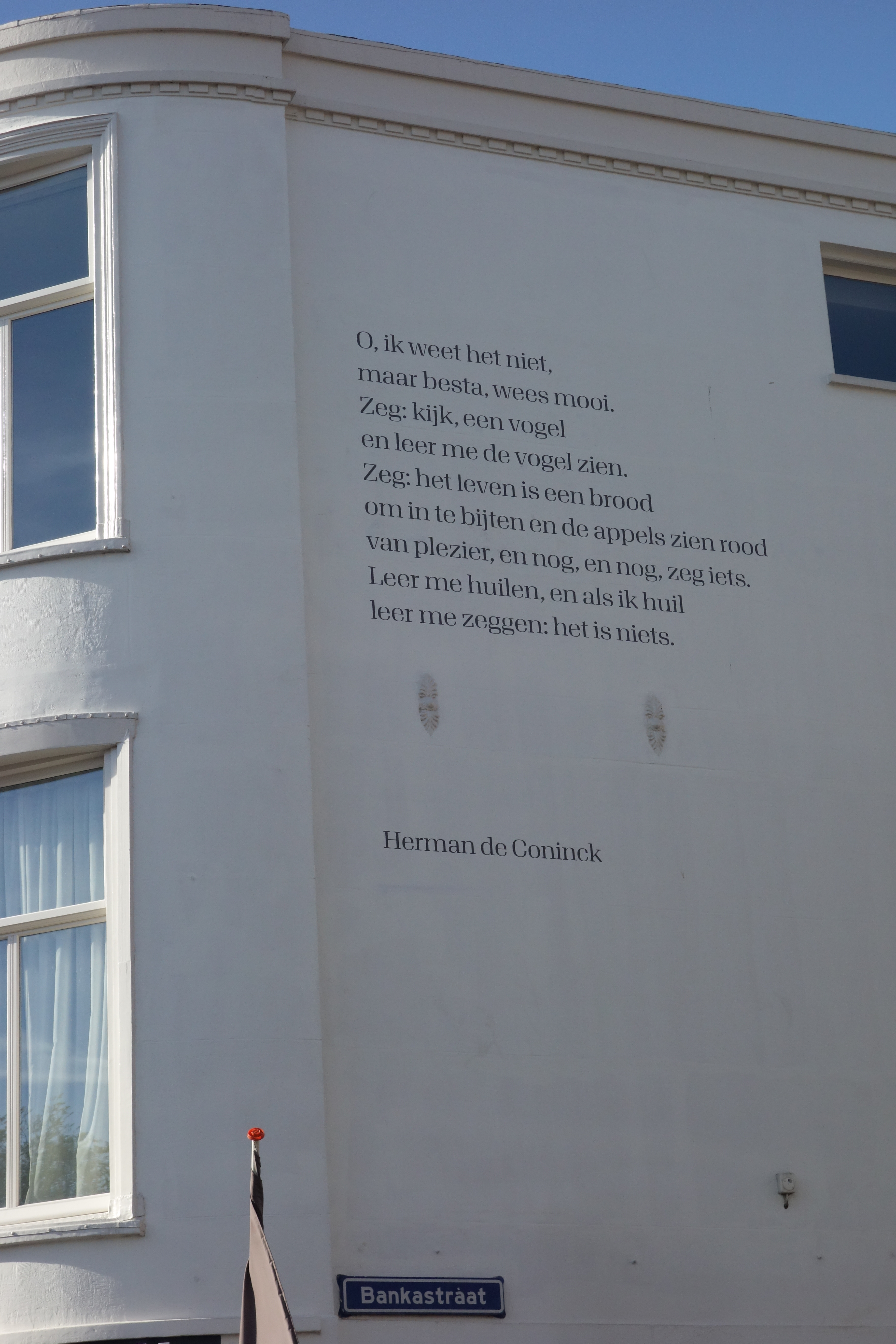
Gedicht O, ik weet het niet op een muur in Den Haag (2019)

Herman de Coninck werd begraven op het ereperk van de Antwerpse begraafplaats Schoonselhof.
De herinnering aan de Coninck wordt op verschillende manieren levend gehouden. Aan het Tramplein in Antwerpen, niet ver van De Conincks vroegere woning, werd ter herinnering aan de dichter het gedicht Thuis omhoog gehangen. In 2005 eindigde De Coninck op nummer 187 in de Vlaamse versie van De Grootste Belg.
Vanaf 2007 wordt de Herman de Coninckprijs uitgereikt.
Het literair kunstencentrum Behoud de Begeerte lanceerde in november 2012 het voorstel het Pieter de Coninckplein in Antwerpen om te dopen tot het Herman de Coninckplein, om zo eer te betuigen aan deze overleden dichter in plaats van aan een 'mythisch figuur'. Enkele weken later ontstond er in de media een hetze rond dit voorstel, toen Bart De Wever, op dat moment toekomstig burgemeester van Antwerpen, zei dat hij 'zelden een dergelijk idioot voorstel gehoord' had. Onder het dertigtal artiesten dat het voorstel steunde, waren er evenwel ook enkele die niet noodzakelijk het Pieter de Coninckplein wilden hernoemen, maar Herman de Coninck toch elders in de stad wilden gedenken.
De heisa bleef niet zonder gevolg. In het dorpje Molenstede ontstond een ludieke actie om er het dorpsplein te laten hernoemen tot het Herman de Coninckplein. Een Facebookpagina moest het voorstel ondersteunen, waar tweehonderd mensen hun steun aan gaven. In het voorlopig bestuursakkoord van het Antwerpse district werd dan weer opgenomen dat 'Antwerpen [...] sinds enkele jaren de traditie [heeft] om standbeelden te plaatsen van auteurs die een band hebben met Antwerpen, een traditie die moet verdergezet worden met bijvoorbeeld beelden van Hugo Claus en Herman De Coninck'.
Eveneens in 2012 weigerde Kristien Hemmerechts toelating te geven om de Klaarlichte Nacht van de Nederlandse theatergroep Flint ook in België op te voeren. Dit stuk, gebaseerd op het werk van de Coninck, was populair in Nederland, maar de weduwe van de dichter vindt dat 'de tederheid en de kracht van zijn poëzie [...] totaal niet tot zijn recht' komt.

## Vertalingen
In 1996 verscheen een selectie uit de Conincks vroegere gedichten in het Afrikaans onder de titel Liefde, miskien, vertaald door Daniel Hugo (Uitgeverij Queillerie, Kaapstad).
In 2007 verscheen een vertaling van zijn dichtbundel De Lenige Liefde in het Esperanto onder de titel La supla amo.

## Voetnoot
1. ↑  Niet-adellijke Vlaamse familienamen beginnend met een losse DE worden normaal steeds met hoofdletter D gespeld. Op zijn boeken komt de naam van de schrijver vooral voor met 'd' (bijvoorbeeld De flaptekstlezer Arbeiderspers, 1992, en vele andere), of eventueel in drukletters (Nu dus, Amo, 1995). De omslag van Revolver (10e jaargang, nr. 3 - 1981)[dode link] met de eerste publicatie van Koud als een bosbes en de presentatie van het door Herman ingesproken luisterboek De lenige liefde tonen ' D '. De achterflap van Kristien Hemmerechts' werk over haar overleden man, vermeldt hem als dichter met 'd'. In ernstige bronnen vindt men beide spellingen (bijvoorbeeld 'D' - ib. - ib., 'd' - ib. of zelfs door elkaar, ib.). Gelet op het veelvuldig gebruik in literair verband, zou men de spelling als Herman de Coninck met kleine d vrijwel als een pseudoniem kunnen beschouwen.

- Bibliothèque nationale de France: cb13188487b (data)
- Biografisch Portaal: 50595661
- Digitale Bibliotheek voor de Nederlandse Letteren: coni003
- Gemeinsame Normdatei: 120844087
- International Standard Name Identifier: 0000 0000 7836 5430
- Library of Congress Control Number: n83302332
- MusicBrainz: 1e1bb439-bedf-4e2a-9374-0434c92bc292
- Nationale Bibliotheek van Tsjechië: kup20000000016721
- Nationale Bibliotheek van Israël: 987008729724605171
- Nederlandse Thesaurus van Auteursnamen: 068324995
- Système universitaire de documentation: 035423420
- Virtual International Authority File: 99566840
- WorldCat: E39PBJrRjjfHxRxtWw33jp6R8C